# Manuela Viale
Manuela Viale (Buenos Aires, 5 de junio de 1991) es una actriz, modelo y presentadora argentina.

## Carrera profesional
Viale inició su carrera como modelo a los 15 años realizando diferentes publicidades, campañas y desfiles de moda. En 2009, fue contratada por la agencia Multitalent, a través de la cual consiguió hacer un casting para la miniserie italiana Terra ribelle (2012) de la Rai 1, donde interpretó a Painé, una india. Previamente había aparecido en la telenovela Dulce amor (2012) de Telefe, en la cual interpretó a Sofía, la mucama de la familia Bandi. En 2013, se unió al elenco principal de la serie juvenil Aliados creada por Cris Morena y emitida por Telefe, donde personificó a Emma, una madre soltera que busca que Noah (Peter Lanzani) reconozca a su hijo. Ese mismo año, Manuela fue convocada para ser una de las protagonistas de la obra teatral Perras, la adolescencia feroz dirigida por Claudio Pérsico y estrenada en el teatro Porteño.
En 2015, protagonizó junto a Agustín Sierra y Nicolás Furtado la obra El club del chamuyo en el teatro Porteño, siendo dirigidos por Ezequiel Sagasti. En 2016, Viale realizó su debut cinematográfico con la película Resentimental dirigida por Leonardo Damario, donde interpretó a una novia. Asimismo, grabó junto a Agustín Sullivan y Nicolás Furtado Nunca solos un piloto que no fue emitido y al mismo tiempo fue una de las locutras con Guido Pennelli y Gastón Vietto en el programa radial Media pila emitido por Radio y Punto, y luego por FM Late 93.1. En 2017, fue fichada por Pol-ka para integrar el elenco principal de la telenovela Quiero vivir a tu lado de El trece, donde jugó el papel de Candela, la novia de Pedro (Julián Serrano). Ese año, Viale coprotagonizó junto a Luis Machín, Martín Slipak y Alberto Ajaka la película El cauce dirigida por Agustín Falco.
A partir del 2018, se informó que Viale junto a Lizardo Ponce serían los nuevos conductores del programa Fans en vivo emitido por FWTV, que luego en 2019 pasó a emitirse por MTV. A su vez, protagonizó junto a Andrés Gil el cortometraje El título dirigido por Paul Dessal.
El 5 de diciembre de 2024, Viale estrenó en toda la Argentina su primer protagónico en cine, la comedia romántica Como si fuéramos solo amigos junto al actor chileno Sebastián Badilla quien además es el autor y productor ejecutivo de la cinta. La película se estrenó con gran éxito en los cines de Argentina y Uruguay. El 2025, está programado el estreno de su segunda película donde nuevamente es protagonista junto a Badilla, la comedia Volver a los 17.

## Vida personal
En 2020, Viale comenzó una relación amorosa con el futbolista argentino Federico Freire, con quien se conoce desde su adolescencia y en diciembre de 2022 la pareja contrajo matrimonio. En marzo de 2025, se confirmó que la pareja había terminado su relación.

## Filmografía

### Cine
| Año  | Título                       | Papel        | Notas         |
| ---- | ---------------------------- | ------------ | ------------- |
| 2016 | Resentimental                | Novia        | Cameo         |
| 2017 | El cauce                     | Daniela      |               |
| 2018 | El título                    | Delfina      | Cortometraje  |
| 2024 | Como si fuéramos solo amigos | Martina      |               |
| 2025 | Esa semana juntos            | Celeste      |               |
| 2025 | Volver a los 17              | Amalia Braun | Posproducción |

### Televisión
| Año       | Título                               | Papel        | Notas                            |
| --------- | ------------------------------------ | ------------ | -------------------------------- |
| 2012      | Dulce amor                           | Sofía        |                                  |
| 2012      | Terra ribelle                        | Painé        |                                  |
| 2013-2014 | Aliados                              | Emma         |                                  |
| 2015      | Los 15 mejores                       | Conductora   | Reemplazo temporal               |
| 2017      | Quiero vivir a tu lado               | Candela      |                                  |
| 2018      | Sandro de América                    | Sara         | Episodio: «Sandro, Roberto y yo» |
| 2018-2022 | Fans en vivo                         | Conductora   |                                  |
| 2021      | El gran premio de la cocina: Famosos | Participante | Semifinalista                    |
| 2022      | 100 argentinos dicen                 | Conductora   | Reemplazo temporal               |

### Web
| Año           | Título           | Papel        | Notas                               |
| ------------- | ---------------- | ------------ | ----------------------------------- |
| 2021          | Punto de quiebre | Anabela      | Episodios: «Testigo» y «La sardina» |
| 2022-2023     | Red Flag         | Coconductora | Programa de Luzu TV                 |
| 2024-presente | Circuito cerrado | Coconductora | Programa de La casa                 |

### Videos musicales
| Año  | Título              | Papel           | Artista                     |
| ---- | ------------------- | --------------- | --------------------------- |
| 2018 | «Hasta que vuelvas» | Interés amoroso | Javi Eloy y Sebastián Athié |

## Radio
| Año       | Título     | Papel    | Emisora                      |
| --------- | ---------- | -------- | ---------------------------- |
| 2016-2018 | Media pila | Locutora | Radio y Punto / FM Late 93.1 |

## Teatro
| Año       | Título                        | Papel              | Lugar          |
| --------- | ----------------------------- | ------------------ | -------------- |
| 2014      | Perras, la adolescencia feroz |                    | Teatro Porteño |
| 2015      | El club del chamuyo           | Dolores de Vergara | Teatro Porteño |
| 2023      | Convivencia obligada          | Natalia            | Teatro Regina  |
| 2023-2024 | Wasabi                        | Carolina           | Paseo La Plaza |